# Championnats de Belgique d'athlétisme 1963
En 1963 les Championnats de Belgique d'athlétisme toutes catégories pour hommes et femmes se sont déroulés le 28 juillet au centre sportif de Louvain.

## Résultats
| Hommes             | Prestation    | Catégorie         | Femmes                | Prestation   |
| ------------------ | ------------- | ----------------- | --------------------- | ------------ |
| Paul Poels         | 10 s 9        | 100 m             | Therese Schueremans   | 12 s 8       |
| Jacques Pennewaert | 21 s 8        | 200 m             | Therese Schueremans   | 26 s 2       |
| Jacques Pennewaert | 47 s 8        | 400 m             | Godelieve Roggeman    | 59 s 7       |
| Willy Mertens      | 1 min 52 s 2  | 800 m             | Godelieve Roggeman    | 2 min 18 s 6 |
| Gaston Roelants    | 3 min 49 s 1  | 1 500 m           | -                     | -            |
| Eugène Allonsius   | 14 min 23 s 8 | 5 000 m           | -                     | -            |
| Rik Clerckx        | 30 min 17 s 6 | 10 000 m          | -                     | -            |
| -                  | -             | 80 m haies        | Hilde De Cort         | 11 s 9       |
| Wilfried Geeroms   | 14 s 8        | 110 m haies       | -                     | -            |
| Wilfried Geeroms   | 53 s 8        | 400 m haies       | -                     | -            |
| Gaston Roelants    | 8 min 56 s 6  | 3 000 m steeple   | -                     | -            |
| Charles Timmermans | 1,90 m        | Saut en hauteur   | Gillaine Depauw       | 1,49 m       |
| Paul Coppejans     | 4,46 m        | Saut à la perche  | -                     | -            |
| Georges Salmon     | 7,40 m        | Saut en longueur  | Dorette Van de Broek  | 5,30 m       |
| Freddy Herbrand    | 14,50 m       | Triple saut       | -                     | -            |
| Edouard Szostak    | 16,36 m       | Lancer du poids   | Hilde De Cort         | 12,54 m      |
| Edouard Szostak    | 46,99 m       | Lancer du disque  | Rita Beyens           | 37,42 m      |
| Charles De Backere | 66,04 m       | Lancer du javelot | Ghislaine D'Hollander | 36,96 m      |
| Henri Haest        | 50,92 m       | Lancer du marteau | -                     | -            |

## Sources
- Ligue Belge Francophone d'Athlétisme